# Epidendrum tridactylum
Epidendrum tridactylum är en orkidéart som beskrevs av John Lindley. Epidendrum tridactylum ingår i släktet Epidendrum och familjen orkidéer. Inga underarter finns listade i Catalogue of Life.

## Bildgalleri

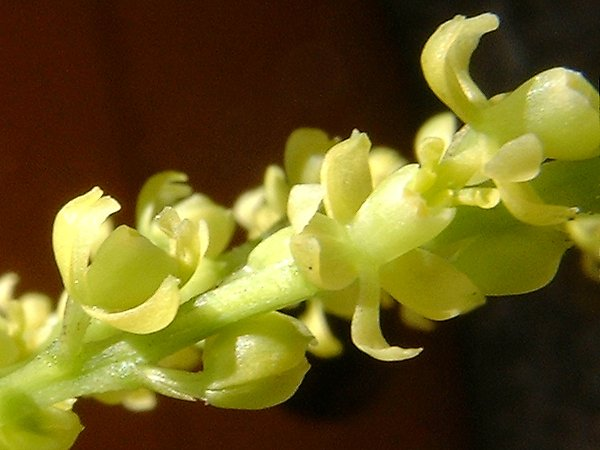
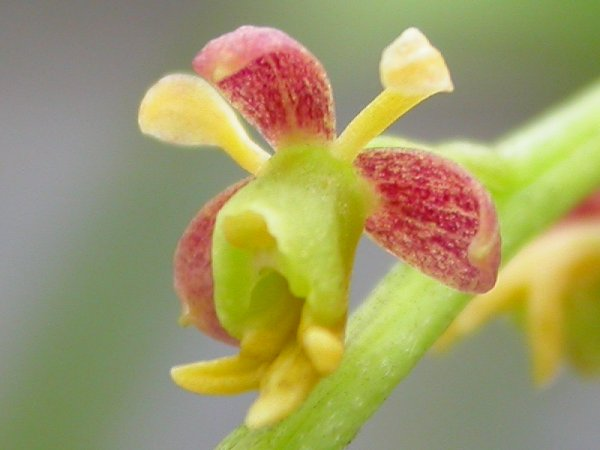
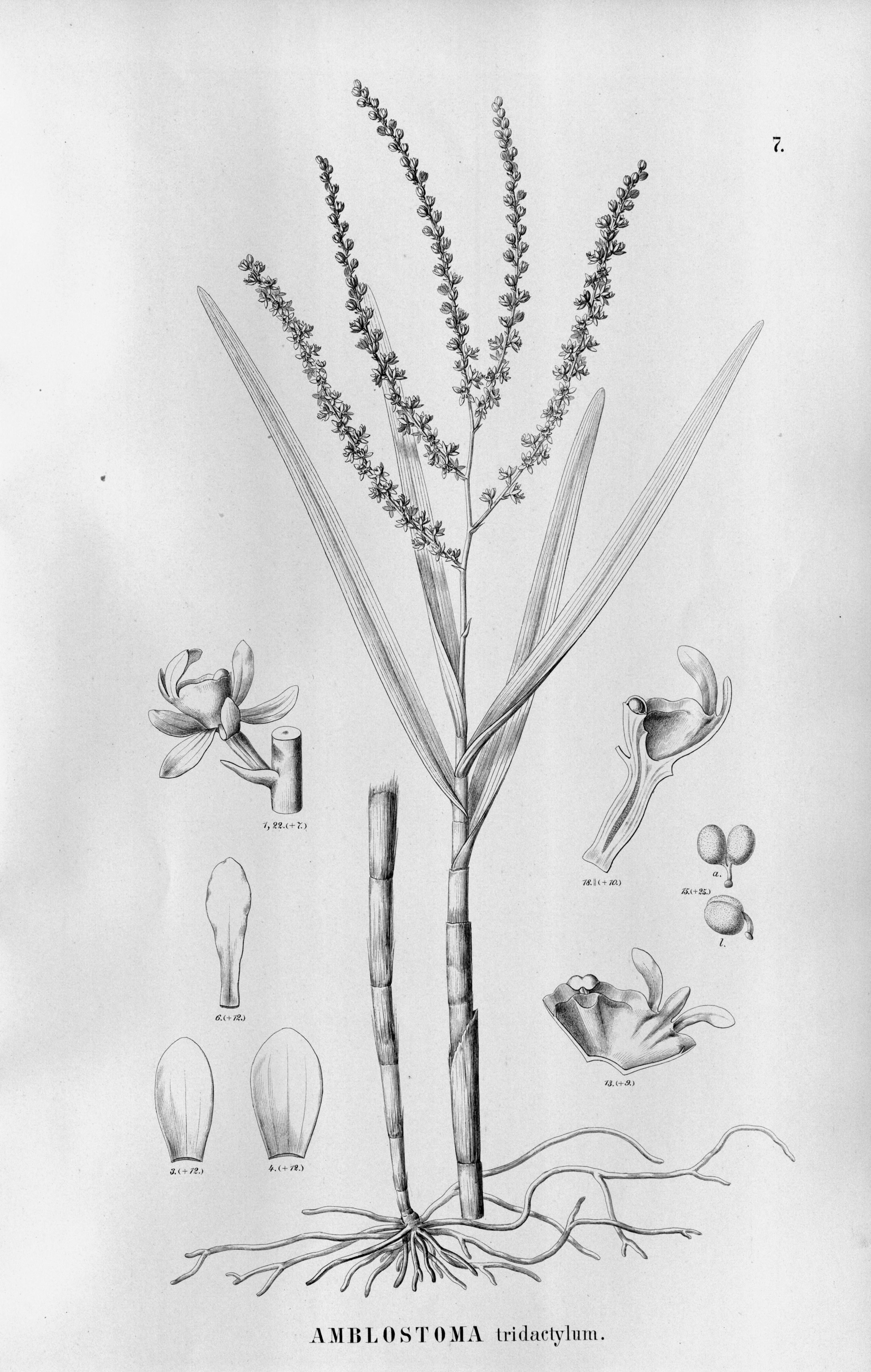